# 주한 우즈베키스탄 대사관
주한 우즈베키스탄 대사관(우즈베크어: O'zbekistonning Koreya Respublikasidagi elchixonasi, 러시아어: Посольство Узбекистана в Республике Корея)은 대한민국 서울특별시 용산구 한남동 대사관로11길 27에 있는 우즈베키스탄 대사관이다. 현직 주한 우즈베키스탄 대사는 고려인 출신 비탈리 펜이다.

## 역사
우즈베키스탄은 남북한 동시 수교국으로 대한민국과는 1992년 1월 29일 대사급 외교 관계를 수립, 1993년 12월 우즈베키스탄에 대한민국 상주 공관이 설치되었고, 조선민주주의인민공화국과는 1992년 2월 외교 관계를 수립, 1993년 북한 상주 공관이 설치되었다. 1992년 6월 이슬람 카리모프 대통령의 방한과 1994년 6월 김영삼 대통령의 우즈베키스탄 방문을 통하여 양국간 경제 교류와 기술 협력이 증진되고 있다. 1996년 1월 서울에 주한 우즈베키스탄 대사관을 개설했다.
양국은 1992년 투자보장협정, 과학기술협정, 무역협정, 1994년 항공협정, 1998년 이중과세방지협정을 체결하였으며, 대우그룹 등 한국의 민간 기업이 우즈베키스탄에 진출해 있고, 양국 합작 가전제품 및 자동차 공장이 건설되었다. 1998년 대한수입은 3억 8300만 달러로 수입 품목은 자동차, 자동차 부품, 철강제품, 통신기계, 전자제품 등이며, 대한수출은 1억 4200만 달러로 수출 품목은 목화, 아연괴, 소가죽 등 주로 원료 및 반제품이다.

## 주요 업무
주요 업무는 대한민국 정부와의 정치적, 경제적, 사회적, 문화적 협력, 외교, 경제 정보 수집, 수출, 통상 진흥, 외교 정책 홍보, 문화, 학술, 체육 교류 협력, 대한민국 거주 우즈베키스탄 국민의 보호·육성, 국적, 호적, 여권 업무 및 우즈베키스탄 여행객에 대한 사증 발급 등이다. 한국인이 우즈베키스탄에 입국하려면 사증을 발급받아야 한다.

## 같이 보기
- 우즈베키스탄의 재외공관 목록
- 대한민국 주재 외국공관 목록
- 주우즈베키스탄 대한민국 대사관
- 대한민국-우즈베키스탄 관계